# Zelenogorsk (Krasnojarský kraj)
Zelenogorsk (rusky Зеленогорск) je uzavřené město v Krasnojarském kraji v Ruské federaci. Při sčítání lidu v roce 2010 měl šestašedesát tisíc obyvatel.

## Poloha a doprava
Zelenogorsk leží jihovýchodním břehu Kanu, pravého přítoku Jeniseje. Od Krasnojarsku, správního střediska celého kraje, je vzdálen přibližně sto kilometrů východně. Bližší města jsou Zaozjornyj šestnáct kilometrů jihovýchodně, Borodino bezmála třicet kilometrů jihovýchodně a Ujar pětatřicet kilometrů jihozápadně.
Zaozjornyj přitom představuje i nejbližší významný dopravní uzel, přes který prochází prakticky veškerá doprava do Zelenogorsku, neboť je zde nejbližší železniční stanice na Transsibiřské magistrále a vede zde silnice R255.

## Dějiny
Na místě se dříve nacházela vesnice Usť-Barga (rusky Усть-Барга) vzpomínaná v roce 1737 pro svou malou slévárnu.
V roce 1956 zde poměrně rychlo vzniklo nové město v souvislosti s těžbou uranu, za den vzniku se udává 18. červenec. Původně se kódově jmenovalo Zaozjornyj-13, později Krasnojarsk-45. Na Zelenogorsk bylo přejmenováno v roce 1994.